# Henrik 5. af England

Henrik 5. af England (9. august eller 16. september 1387 – 31. august 1422) var konge af England fra 21. marts 1413 til sin død. Han var søn af Henrik 4. og Mary de Bohun og blev født i Monmouth i Wales; derfor var han også kendt som Harry of Monmouth eller Henry of Monmouth, før han blev kronet til konge. 
Da han blev født under Richard 2., var en anden linje af den kongelige slægt ved magten, da den havde et stærkere arvekrav på tronen. Da Henrik 5. døde havde han imidlertid gjort sin egen slægtsgren til hovedlinjen og havde tilmed opnået det, flere generationer af engelske konger havde forsøgt at forene den engelske og den franske trone i en personalunion. 

## Tidlige bedrifter
Da hans far, Henry Bolingbroke, blev sendt i eksil i 1398 tog kong Richard 2. sig af den tolv år gamle dreng (der i realiteten var gidsel, for at undgå, at Bolingbroke satte sig op mod kongen). Året efter blev Richard alligevel styrtet af Bolingbroke, der overtog tronen som Henrik 4., mens Henrik blev tronfølger og fyrste af Wales. 10. november 1399 fik han desuden titlen hertug af Lancaster; han var den tredje, som fik den titel det år. 
Fra oktober 1400 blev Wales administreret i hans navn, og i 1403 havde han kommanderet de engelske styrker som kæmpede mod Harry Hotspur i slaget ved Shrewsbury. Under slaget var han nær blevet dræbt, da han fik en pil i ansigtet. En normal soldat ville være blevet efterladt på slagmarken for at dø efter den skade, men tronarvingen fik det bedste behandling. Den kongelige livlæge fik i løbet af de næste dage lavet et specielt redskab, som kunne bruges til at trække pilespidsen ud uden at lave yderligere skade. Den utrolige operation lykkedes, og de varige ar var bevis på hans erfaring på slagmarken.

## Magtposition og konflikt med Henrik 4.
Owain Glyndŵrs walisiske oprør optog det meste af prinsens ressourcer til 1408, og derefter begyndte han især på grund af kongens svigtende helbred at påtage sig en større del i rigets styre. Fra januar 1410 havde han og hans onkler Henry og Thomas Beaufort praktisk talt fuld kontrol over regeringen. 
Hans syn på indenrigs- og udenrigspolitik var forskelligt fra kongens, og i november 1411 smed kongen ham ud af det kongelige råd. Konflikten mellem far og søn var tilsyneladende af politisk natur, men det er muligt, at der foregik et andet spil. Det er sandsynligt, at beaufortbrødrene diskuterede muligheden for, at Henrik 4. kunne abdicere, mens deres modstandere åbenlyst forsøgte at bringe prinsen i vanry. Eftertidens syn på prinsens urolige ungdomsår, som senere blev styrket af William Shakespeares fremstilling af ham i skuespillet Henrik V, er måske et resultat af denne politiske konflikt. Prinsens engagement i politik og krig er dog modbevist af de historier, som er blevet fortalt om ham. Den tidligste udgave af den mest kendte historie (om et opgør med rigets øverste dommer) findes hos Thomas Elyot i 1531.

## Tronbestigelse
Henrik fulgte sin far den 20. marts 1413, og han havde allerede bred erfaring og ingen farlige rivaler. De tre hovedproblemer han umiddelbart stod overfor var:
- Behov for at genoprette freden i riget
- Genforening af kirken i England efter det lollardiske skisma
- Genoprettelse af Englands prestige på kontinentet.

### Indenrigspolitik
Henrik valgte at takle alle tre problemer under et og brugte dem som udgangspunkt for hele sin politik. Han gjorde det fra første stund klart, at han ville styre England som overhoved for en forenet nation, og at han ville lægge alle tidligere problemer bag sig. Samme år som han blev kronet, flyttede han Rikard 2.s legeme til Westminster Abbey ved en storslået ceremoni. Og den unge Edmund Mortimer, 5. jarl af March, blev atter taget til nåde sammen med arvingerne efter dem, som havde mistet titler og ejendomme under Henrik 4., de fik gradvist det tilbage, der var taget fra dem.
I forholdet til lollarderne forhandlede han især med John Oldcastle, men uden resultat. Lollarderne var længe den største indre trussel i riget, men i januar 1414 knuste han praktisk talt hele bevægelsen med godt støtte fra Thomas Arundel, ærkebiskop af Canterbury. Med undtagelse af et mislykket komplot i juli 1415 til fordel for Edmund Mortimer, som involverede Henry Scrope og Richard, jarl af Cambridge, var der ingen seriøse udfordringer mod hans styre.

### Udenrigspolitik
Så snart han havde fuld kontrol i England, kunne han vie sig til udenrigspolitikken. En generation senere blev det hævdet, at det var kirkens mænd, der lokkede ham til at kaste sig ud i en krig mod Frankrig for at bortlede opmærksomheden fra problemerne hjemme. I de samtidige kilder er der dog ingen støtte for det synspunkt, og alt tyder på at kongen i første omgang sørgede for en løsning på de indenrigspolitiske problemer for at opnå den  gunstigste position, inden han tog fat på krigsførelsen i udlandet. 
Undskyldningen for at genoptage krigen mod Frankrig var handelsproblemer og den støtte franskmændene havde ydet Owain Glyndŵr. Frankrig var nu præget af store indre stridigheder, og regeringen havde store vanskeligheder med at sikre freden i landet. Kong Karl 6. af Frankrig led af sindssyge, og hans ældste søn tegnede ikke til at blive en lovende tronfølger. 